# Mariakerk (Flensburg)
De Mariakerk of Onze-Lieve-Vrouwekerk is een luthers kerkgebouw in de Noord-Duitse stad Flensburg. De vanuit de Noordermarkt (Nordermarkt) te bereiken kerk werd gebouwd in de jaren 1200.

## Geschiedenis

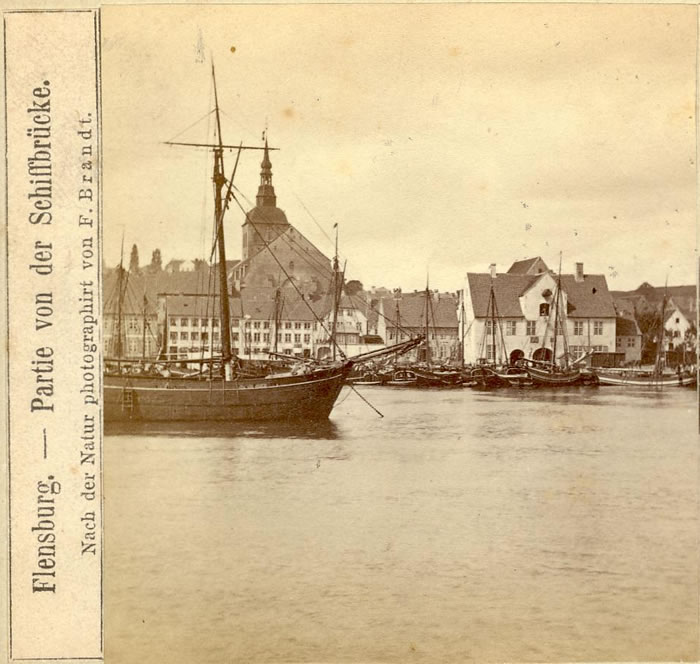
De Mariakerk voor de bouw van de neogotische toren

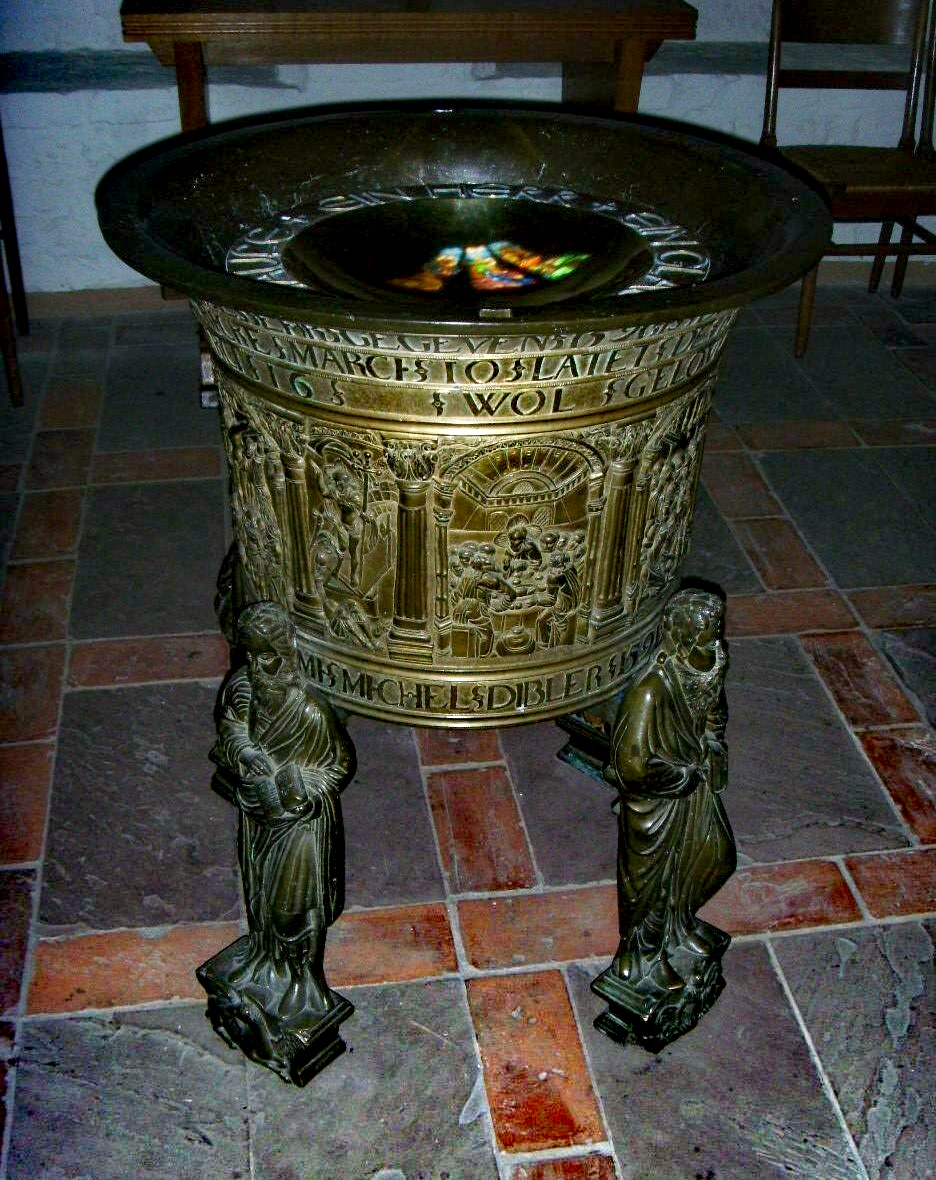
doopvont

De kerk wordt voor het eerst in een uit 1284 daterende aflaatbrief van de Deense bisschop Tycho van Aarhus genoemd. Deze brief bevindt zich tegenwoordig in het raadshuis. Voordien bestond er op dezelfde plaats echter al een romaanse voorganger, die verder weinig gelijkenis vertoonde met de huidige kerk.
De Mariakerk behoort tot de grootste en meest belangrijke kerken van Flensburg. De drieschepige gotische hallenkerk werd vanaf het jaar 1284 gebouwd nadat de voorganger in 1248 verwoest werd. In de loop der tijd werd de Mariakerk herhaaldelijk verbouwd. Het aanvankelijk drie traveeën tellende gebouw werd omstreeks 1400 naar het oosten met twee traveeën verlengd. Aan de zijschepen werden door de gilden kapellen van verschillende grootte toegevoegd. Boven het westelijke travee werd in de jaren 1730-1731 op versterkte torenhoekpijlers en de oude westelijke gevel een toren met een barokke bekroning gebouwd. Daarna werden het middenschip en de zijschepen onder één groot mansardedak geplaatst. De toren werd in de jaren 1878-1880 vervangen door een toren met een neogotische spits.
De sacristie werd in 1901 aangebouwd.
In juni 1945 werden er een aantal vensters door een explosie in het Flensburger havengebied verwoest. Zes nieuwe vensters werden er ontworpen door de plaatselijke kunstenaar Käte Lassen. De vensters werden in de jaren 1947-1956 gemaakt en stellen enkele christelijke hoogfeesten voor. De namen van de burgers die de nieuwe vensters mogelijk maakten zijn onder in de vensters aangebracht.

## Interieur
- Niet te missen aan de oostelijke muur van de kerk staat het renaissance-altaar uit 1598 van Heinrich Ringerink. Jan van Enum voorzag het altaar van de schilderijen.
- De rijk versierde kansel werd geschonken door het echtpaar Nacke. Het klankbord is rijk versierd. Aan de kuip bevinden zich in houtsnijwerk uitgevoerde scènes uit de Bijbel: de zondeval, het offer van Izaäk, de barmhartige Samaritaan, de preek van Christus, de gelijkenis van het verloren schaap, de bekering van Paulus en de Transfiguratie.
- Aan de gewelven bevinden zich nog resten van middeleeuwse beschilderingen.
- Het bronzen doopvont stamt uit het jaar 1591 en werd door Michael Dibler uit Flensburg gegoten. De cuppa wordt gedragen door de vier evangelisten. Aan het bekken zijn twee zinnen in het Nederduits aangebracht: Latet de Kinderken to mi kamen wente sulker ist dat Himmelrieke en Wol gelovet unde gedoft wert schal salich werden. Daaronder wordt de lijdensgeschiedenis van Jezus voorgesteld.
- In de kerk zijn een aantal epitafen bewaard gebleven, waaronder het barokke epitaaf van de koopman Niels Hacke.
- De grote schilderijen herinneren aan rijke burgers van Flensburg, die financieel bijdroegen aan de inrichting. Een deel van deze burgers vonden in de kerk ook hun laatste rustplaats. Het schilderij voor de familie Beyer toont de oudst bekende afbeelding van de stad Flensburg. Het schilderij hangt in de buurt van het doopvont.

Buiten staat in een blinde nis van de toren het beeld van een maansikkelmadonna.

## Orgel
Het orgel in de Mariakerk werd in 1983 door Marcussen & Søn gebouwd. Het instrument vervoegt over 41 registers, die te verdelen zijn over drie manualen en pedaal.